# Завьялов, Андрей Александрович
Андре́й Алекса́ндрович Завья́лов (укр. 	Андрій Олександрович Зав'ялов; род. 2 января 1971, Белая Церковь, Киевская область) — советский, украинский и туркменский футболист, полузащитник, тренер.

## Клубная карьера
Воспитанник футбольной школы киевского «Динамо» (тренер Виталий Григорьевич Хмельницкий), выступал за дубль команды в 1989—1990 годах.
В 1990 году дебютировал во второй советской лиге в составе «Динамо» из Белой Церкви. В 1992 году вернулся в киевское «Динамо», много играл за дубль, а за основной состав сыграл лишь 14 матчей и забил 3 гола. В 1995 году ненадолго отлучался в винницкую «Ниву» и российский «КАМАЗ-Чаллы», а после сезона 1995/96 окончательно покинул «Динамо».
В дальнейшем Андрей Завьялов сменил несколько команд в украинской Премьер-лиге: один сезон он отыграл за «Прикарпатье», четыре — за донецкий «Металлург» и по половине сезона за «Полиграфтехнику» и «Кривбасс». В общей сложности Завьялов сыграл в Премьер-лиге Украины 150 матчей и забил 20 голов.
Сезон 2002/03 Андрей Завьялов провёл в Израиле, в клубе «Хапоэль Ирони» из Ришон-ле-Цион.
В 2004 году он снова уехал за границу, на этот раз в Казахстан, где за 2 года сменил два клуба. Свои последние сезоны в профессиональном футболе Завьялов провёл в киевском «ЦСКА» в первой лиге.

## Международная карьера
В 1998 году украинский тренер Виктор Пожечевский, возглавлявший тогда сборную Туркменистана, привлёк в команду нескольких игроков с Украины для выступления на Азиатских играх. В числе этих игроков был и Андрей Завьялов. В первом своем матче против сборной Таиланда (3:3) на 18-й минуте забил гол. На Азиатских играх провёл 2 матча (против Вьетнама и Республики Корея), забил один гол.

## Достижения
- Чемпион Украины: 1992/93, 1993/94[3].
- Обладатель Кубка Украины: 1992/93
- Победитель Первой лиги Украины: 2003/04

## Тренерская карьера
Ещё будучи игроком, Андрей Завьялов работал в тренерском штабе киевского ЦСКА. По окончании карьеры игрока стал одним из тренеров ФК «Полтава». В 2012 году дублирующий состав клуба был заявлен во вторую лигу и Завьялов стал его главным тренером.